# Satiro versante

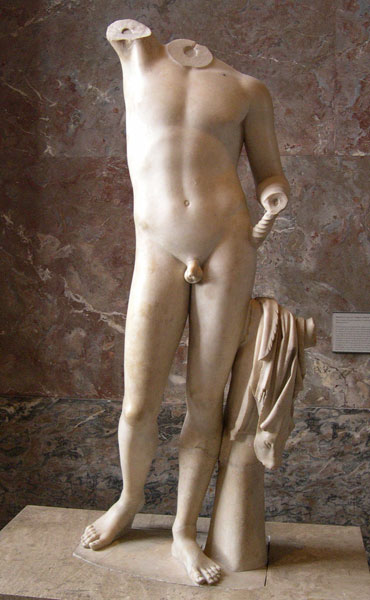
Copia Borghese del Louvre

Il Satiro versante era una statua bronzea, capolavoro giovanile dello scultore greco Prassitele  (Atene, 400/395 a.C. – 326 a.C.),  oggi perduta e nota attraverso copie. 

## Descrizione
Si tratta della prima opera nota dello scultore, considerato il maggiore dei maestri del periodo tardo classico della scultura greca, databile attorno al 370 a.C. Secondo la testimonianza di Pausania, l'originale si trovava sulla via dei Tripodi ad Atene. 
Oggi è noto grazie ad un cospicuo numero di copie romane in quanto, come tutte le opere di Prassitele, godette grande fama nella Roma antica. Fra le copie meglio conservate, vi è innanzitutto quella oggi conservata presso il Museo archeologico regionale Antonio Salinas di Palermo, proveniente dalla Villa romana di Sora a Torre del Greco, rinvenuta durante gli scavi del periodo borbonico. Altre copie notevoli si trovano presso l'Altes museum di Berlino, l'Albertinum di Dresda, il museo di Palazzo Altemps a Roma, il Louvre, il British Museum e il Walters Art Museum di Baltimore. 
La statua raffigura un satiro, distinguibile grazie alle orecchie a punta, unico particolare che lo distingue da un efebo.  La figura è rappresentata con il braccio destro sollevato nell'atto di versare il vino da un'oinochoe nella sottostante kylix, retta dalla mano sinistra abbassata. La testa è inclinata in avanti, mentre i capelli sono tenuti da una tenia e intrecciati con un tralcio di edere con corimbi. 
Pur essendo un'opera giovanile, mostra già le caratteristiche che resero famoso Prassitele, quali il modellato finissimo che restituisce la morbidezza delle carni, l'atteggiamento e l'espressione meditativa e trasognata della figura, la delicatezza dei passaggi chiaroscurali sul corpo del giovane, in questo caso un adolescente molto distante dai giovani dalla muscolatura scolpita tipica delle sculture della precedente generazione di Fidia e Policleto.